# 露籽草属
露籽草属（学名：Ottochloa）是禾本科下的一个属，为多年生草本植物。该属共有约6种，分布于热带亚洲及大洋洲。